# Murin Vilmos
Murin Vilmos (Budapest, 1891. február 11. – Budapest, Ferencváros, 1952. május 24.) festőművész, grafikus.

## Életútja

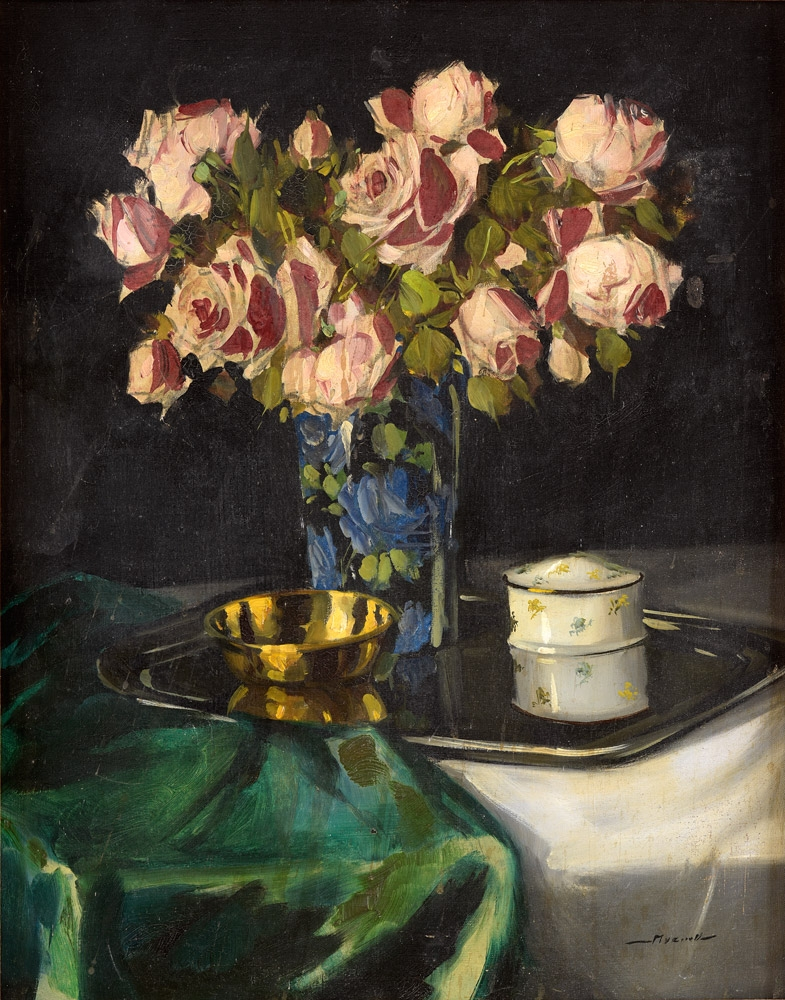
Murin Vilmos: Csendélet

Murin János és Gyapák Terézia fiaként született. Tanulmányait a budapesti Képzőművészeti Főiskolán végezte, mesterei Ferenczy Károly és Zemplényi Tivadar voltak. Realista stílusú tájképeket és csendéleteket készített, 1916-tól műveit a Műcsarnokban és a Nemzeti Szalonban mutatta be. Szerepelt számos külföldi kiállításon is képeivel. 1918. január 8-án Budapesten, a Józsefvárosban házasságot kötött Bacsi Katalinnal, Bacsi Antal és Tromm Anna lányával. Halálát gyomorrák okozta. Második felesége Höll Irén Paulina volt.